# モーリシャスの鉄道
モーリシャスの鉄道では、モーリシャスにおける鉄道について記す。

## 鉄道史
首都ポートルイスが位置するモーリシャス島には、イギリス領時代の1854年に開通したモーリシャス政府鉄道（The Mauritius Goverment Railways、MGRly）が存在した。全盛期には島内に56kmの路線網が存在し、サトウキビの輸送などを始め経済を支える大動脈として重宝されていたが、第二次世界大戦後は旅客・貨物共に輸送量は減少した。その結果、1956年に旅客輸送が廃止され、1964年の貨物輸送廃止をもってモーリシャス島から鉄道路線は一時姿を消した。

### 年表
2019年12月22日 - メトロ・エクスプレスが営業開始。
2020年1月10日-運賃が加算される本格的な営業運転の開始。

## 隣接国との鉄道接続状況
島国で隣接国なし。